# Roger Craig (giocatore di football americano)
Roger Timothy Craig (Davenport, 10 luglio 1960) è un ex giocatore di football americano statunitense che ha giocato nel ruolo di running back nella National Football League (NFL) vincendo tre Super Bowl coi San Francisco 49ers insieme a Joe Montana e Jerry Rice.

## Carriera professionistica
Craig fu scelto nel secondo giro del Draft NFL 1983 dai San Francisco 49ers. Nella sua stagione da rookie segnò 12 touchdown totali, mentre i 49ers quell'anno raggiunsero la finale della NFC.
Il 20 gennaio 1985, nel Super Bowl XIX, Craig corse per 58 yard, ricevette 7 passaggi per 77 yard e divenne il primo giocatore della storia a segnare tre touchdown nel Super Bowl durante la vittoria dei 49ers per 38–16 sui Miami Dolphins.

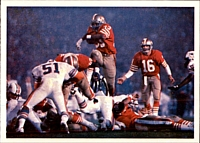
Craig nel Super Bowl XIX

La stagione successiva Roger Craig divenne il primo giocatore nella storia della NFL a superare nella stessa stagione le mille yard guadagnate sia su corsa (1.050) che su ricezione (1.016). Dopo di lui ci riuscì solo l'hall of famer Marshall Faulk nel 1999. Inoltre guidò la squadra con 15 touchdown segnati.
Nel 1988, Craig fu nominato giocatore offensivo dell'anno dall'Associated Press. Egli corse un record in carriera di 1.502 yard e ricevette 76 passaggi per 534 yard. La sua miglior 7 partita fu nella settimana 7 contro i Los Angeles Rams contro cui segnò 3 touchdown e corse un primato in carriera di 191 yards. Coi 49ers raggiunse il Super Bowl XXIII dopo avere guadagnato in totale nelle due gare di playoff 262 yard e segnato 2 touchdown. Nella vittoria dei 49ers 20-16 sui Cincinnati Bengals in quel Super Bowl, Roger corse 71 yard e ricevette 8 passaggi per 101 yards.
Nella stagione 1989, i 49ers raggiunsero il secondo Super Bowl consecutivo, grazie anche alle 1.527 yard totali guadagnate da Craig e ai 7 touchdown della stagione, oltre a 240 yard totali e 2 touchdown nelle due gare di playoff. Nella vittoria di San Francisco 55-10 sui Denver Broncos del Super Bowl XXIV, Craig corse 69 yard, ricevette 5 passaggi per 34 yard e segnò un touchdown.
I San Francisco 49ers avevano concluso 14–2 la stagione regolare successiva ed erano i favoriti per essere la prima squadra della storia a vincere tre Super Bowl consecutivi. Nella finale della NFC (la sua ultima gara come 49er), Craig commise un fumble verso la fine del quarto periodo mentre la squadra stava tentando di difendere il vantaggio di 13–12 sui New York Giants. I Giants recuperarono il pallone e segnarono un field goal all'ultimo secondo, vincendo per 15–13.
Craig disputò una stagione coi Los Angeles Raiders e due coi Minnesota Vikings prima di ritirarsi alla fine della stagione 1993. Craig raggiunse i playoff in ogni anno della sua carriera e fu convocato quattro volte per il Pro Bowl (1985, 1987–1989).

## Palmarès

### Franchigia
- Super Bowl : 3

San Francisco 49ers: XIX, XXIII, XIV
- National Football Conference Championship: 3

San Francisco 49ers: 1984, 1988, 1989

### Individuale
- Miglior giocatore offensivo dell'anno della NFL (1988)
- (4) Pro Bowl (1985, 1987, 1988, 1989)
- (4) All-Pro (1985, 1987, 1988, 1989)
- Formazione ideale della NFL degli anni 1980

## Statistiche
|      | Corse               | Corse | Corse | Corse | Corse | Corse | Ricezioni | Ricezioni | Ricezioni | Ricezioni |
| Anno | Squadra             | Ten   | Yard  | Media | Max   | TD    | N         | Yard      | TD        |           |
| ---- | ------------------- | ----- | ----- | ----- | ----- | ----- | --------- | --------- | --------- | --------- |
| 1983 | San Francisco 49ers | 176   | 725   | 4,1   | 71    | 8     | 48        | 427       | 4         |           |
| 1984 | San Francisco 49ers | 155   | 649   | 4,2   | 28    | 4     | 71        | 675       | 3         |           |
| 1985 | San Francisco 49ers | 214   | 1050  | 4,9   | 62    | 9     | 92        | 1016      | 6         |           |
| 1986 | San Francisco 49ers | 204   | 830   | 4,1   | 25    | 7     | 81        | 624       | 0         |           |
| 1987 | San Francisco 49ers | 215   | 815   | 3,8   | 25    | 3     | 66        | 492       | 1         |           |
| 1988 | San Francisco 49ers | 310   | 1502  | 4,8   | 46    | 9     | 76        | 534       | 1         |           |
| 1989 | San Francisco 49ers | 271   | 1054  | 3,9   | 27    | 6     | 49        | 473       | 1         |           |
| 1990 | San Francisco 49ers | 141   | 439   | 3,1   | 26    | 1     | 25        | 201       | 0         |           |
| 1991 | L.A. Raiders        | 162   | 590   | 3,6   | 15    | 1     | 17        | 136       | 0         |           |
| 1992 | Minnesota Vikings   | 105   | 416   | 4,0   | 21    | 4     | 22        | 164       | 0         |           |
| 1993 | Minnesota Vikings   | 38    | 119   | 3,1   | 11    | 1     | 19        | 169       | 1         |           |